# Marisa Burger

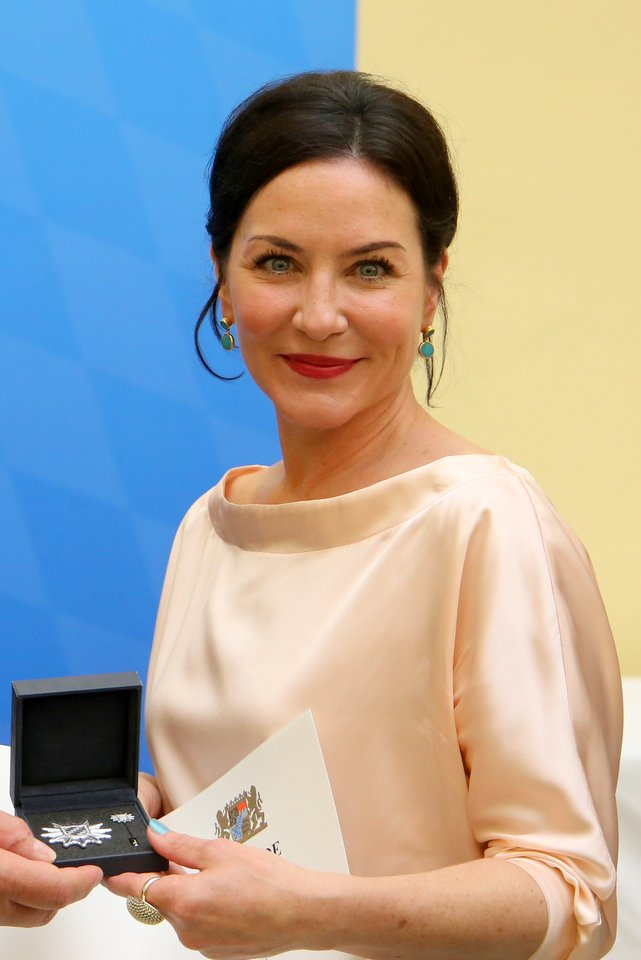
Marisa Burger (2017)

Marisa Burger (* 10. Juli 1973 in Altötting) ist eine deutsche Schauspielerin und Sprecherin in Hörbüchern. Bekannt wurde sie durch die Rolle der Sekretärin Miriam Stockl in der Serie Die Rosenheim-Cops.

## Leben und Karriere
Burger stammt aus einer Lehrerfamilie. Nach dem Abitur am König-Karlmann-Gymnasium Altötting besuchte sie das Mozarteum Salzburg und machte eine Ausbildung am Schauspiel München, die sie 1995 abschloss. Bereits während der Ausbildung spielte sie mit Christiane Hörbiger und Martin Benrath. Später hatte sie Engagements am Münchner Volkstheater und am Münchner Metropol-Theater. Erste Rollen im Fernsehen erhielt sie in den Serien Der Bulle von Tölz und SOKO München. 2004 spielte sie die Hauptrolle in der Rosamunde-Pilcher-Verfilmung Dem Himmel so nah. 2008 spielte sie – neben Michael Fitz – die Hauptrolle der Gabriele Stemmer im Fernsehfilm Baching.
Seit dem Serienbeginn im Januar 2002 gehört sie zur Hauptbesetzung der ZDF-Serie Die Rosenheim-Cops in der Rolle der Sekretärin Miriam Stockl. Im März 2025 kündigte sie ihren Ausstieg aus der Serie an.

### Privates
Burger hat eine Tochter (* 1994) aus ihrer ersten, im Jahr 2014 geschiedenen Ehe. Seit 2015 ist sie in zweiter Ehe mit dem Chefrestaurator des Kunstmuseums Basel, Werner Müller, verheiratet, der zwei Kinder aus einer früheren Beziehung hat. Burger lebt in München und Basel.

## Ehrungen
- 2017: Bayerische Staatsmedaille Innere Sicherheit[5]

## Filmografie
- 1993: Die Nacht des Photographen (Kurzfilm)
- 1995: Derrick (Fernsehserie, Folge 252: Die Ungerührtheit der Mörder)
- 1996: Derrick (Fernsehserie, Folge 255: Die zweite Kugel)
- 1997: Der Bulle von Tölz: Waidmanns Zank
- 1997: Frauenarzt Dr. Markus Merthin (Fernsehserie, Folge: Heimkehr der Tochter)
- 1998: Aus heiterem Himmel (Fernsehserie, Folge: Herzensbrecher)
- 1998: Alle meine Töchter (Fernsehserie, 1 Folge)
- 1998–2019: SOKO München (Fernsehserie, 4 Folgen, verschiedene Rollen)
- 2001: Froschkönig
- 2002: Was ist bloß mit meinen Männern los?
- 2002: Café Meineid (Fernsehserie, Folge: Da war was)
- seit 2002: Die Rosenheim-Cops (Fernsehserie)
- 2004: Unser Charly (Fernsehserie, Folge: Gefährliche Lügen)
- 2004: Rosamunde Pilcher – Dem Himmel so nah
- 2008: Baching
- 2010: Der Schrei – Eine ganz alltägliche Geschichte (Kurzfilm)
- 2011: Wir. Jetzt!
- 2012: Die Garmisch-Cops (Fernsehserie, Folge: Traktorfahrt in den Tod)
- 2013: Familie Sonntag auf Abwegen
- 2015: Die normative Kraft des Faktischen (Kurzfilm)
- 2015: Weihnachts-Männer
- 2016: Hubert und Staller (Fernsehserie, Folge: Schwer erziehbar)
- 2022: Wer gräbt den Bestatter ein? (Kinofilm)
- 2023: Die Chefin (Fernsehserie, Folge: Die letzte Tour)

## Veröffentlichungen
- Vergiss nie, wie dein Herz am Anfang war. Vom Mut, eigene Wege zu gehen. Rowohlt, Hamburg 2023, ISBN 978-3-499-01106-1.

## Hörbuch
- Uwe Dick: Sauwaldprosa, mit Uwe Dick u. a., inszeniert von Michael Lentz für den Bayerischen Rundfunk. Antje Kunstmann Verlag, München 2012. 12 CD, 626 min.
- Heidi Hohner: Betthupferl